# Euphysora brunnescentis
Euphysora brunnescentis är en nässeldjursart som beskrevs av Huang 1999. Euphysora brunnescentis ingår i släktet Euphysora och familjen Corymorphidae. Inga underarter finns listade i Catalogue of Life.